# Ravna gora (Slawonia)
Ravna gora – góra w Chorwacji, na obszarze Slawonii. Jej najwyższy szczyt to Čučevo (854 m).
Jest położona na południowy zachód od Papuku i na północ od Psunja. W większości jest zalesiona. U jej podnóża poprowadzono drogę Požega – Pakrac.